# Beaulieu-en-Argonne
Beaulieu-en-Argonne is een dorp en een gemeente in de landstreek Argonne in het Franse departement Meuse (regio Grand Est) en telt 37 inwoners (2009).
Beaulieu-en-Argonne is het enige dorp in de gemeente en maakt deel uit van het arrondissement Bar-le-Duc en sinds maart 2015 van het toen opgerichte kanton Dieue-sur-Meuse. Daarvoor was het deel van het toen opgeheven kanton Seuil-d'Argonne.

## Geografie
De oppervlakte van Beaulieu-en-Argonne bedraagt 42,0 km², de bevolkingsdichtheid is dus 0,9 inwoners per km².De onderstaande kaart toont de ligging van Beaulieu-en-Argonne met de belangrijkste infrastructuur en aangrenzende gemeenten.

## Demografie
Onderstaande figuur toont het verloop van het inwonertal (bron: INSEE-tellingen).